# سن-سور-سور-مانتون
سن-سور-سور-مانتون (به فرانسوی: Saint-Cyr-sur-Menthon) یک کمون در فرانسه است که در Canton of Pont-de-Veyle واقع شده‌است.

## خصوصیات
سن-سور-سور-مانتون ۱۶٫۹۳ کیلومترمربع مساحت و ۱٬۶۷۴ نفر جمعیت دارد و ۱۸۰ متر بالاتر از سطح دریا واقع شده‌است.